# Mary Donaldson
Mary Elizabeth Donaldson (Hobart, 5 febbraio 1972) è la regina consorte di Danimarca dal 2024, come moglie di Federico X.
È la prima cittadina australiana della storia a raggiungere il rango di sovrana.

## Biografia

### Famiglia e istruzione
Mary Donaldson è nata nel 1972 al Queen Alexandra Hospital di Hobart, ultimogenita del matematico scozzese John e di Henrietta Clark Horne (1942-1997); deceduta per via di un attacco cardiaco), segretaria esecutiva del rettore dell'Università della Tasmania. I suoi genitori emigrarono in Australia nel novembre 1963 e vi ottennero la cittadinanza nel 1975. I suoi fratelli sono Jane Alison (1965), Patricia Anne (1968) e John Stuart (1970) e la scrittrice Susan Elizabeth Horwood è la sua matrigna dal 2001.
Frequentò la Clear Lake City Elementary School di Houston, in Texas, tra il 1974 e il 1975. Tornata a Hobart, fu iscritta alla Sandy Bay Infants School fino al 1977 e alla Waimea Heights Primary School dal 1978 al 1982. Dal 1983 al 1986 studiò alla Taroona High School e per i successivi due anni all'Hobart Matriculation College, dove fu molto attiva in ambito sportivo.
Nel 1989 entrò all'Università della Tasmania e si laureò nel 1994 in commercio e giurisprudenza. Dallo stesso anno studiò all'Advertising Federation of Australia (AFA), ottenendo un Certificato in Pubblicità nel 1996, e successivamente conseguì un Certificato in Direct Marketing all'Australian Direct Marketing Association (ADMA).

### Carriera
Durante gli studi in Tasmania lavorò in una società chiamata Kingcash con Brent Annells, con cui ebbe una relazione di sette anni.
Dopo la laurea lavorò alla DDB Needham nel ruolo di Account Executive per la gestione clienti e alla MOJO Partners come Account Manager. Dal 1998 viaggiò in America e in Europa e accettò di ricoprire lo stesso incarico per tre mesi alla Rapp Collins Worldwide di Edimburgo. Nel 1999 fu nominata Account Director dell'agenzia pubblicitaria internazionale Young & Rubicam a Sydney.
Successivamente lavorò nella compagnia australiana Love e come direttrice delle vendite e membro del team di gestione di Belle Property. Nel 2002 si trasferì a Parigi, trovando impiego come insegnante di inglese alla Business English School. Nello stesso anno si stabilì in Danimarca e venne assunta dalla Microsoft Business Solutions come Project Consultant.

### Matrimonio
Il 16 settembre del 2000 Mary incontrò l'allora principe ereditario Frederik al pub Slip Inn di Sydney, durante i Giochi della XXVII Olimpiade. Nel 2001 il Principe visitò spesso l'Australia e il fidanzamento della coppia fu annunciato l'8 ottobre 2003, dopo il consenso dato da Magrethe II in Consiglio di Stato.
Si sposarono il 14 maggio 2004 nella cattedrale di Nostra Signora a Copenaghen. Come testimoni di nozze ebbe le due sorelle con l'amica Amber Petty e le damigelle furono le nipoti Madisson Woods, Erin e Kate Stephens. Le successive celebrazioni si tennero al Palazzo di Fredensborg e il suo bouquet venne posto sulla sepoltura di sua madre Henrietta, in Scozia.
Nel giorno stesso del matrimonio acquisì la cittadinanza danese, grazie a un provvedimento speciale emanato dal Folketing il 31 marzo 2004. Come residenza utilizza con il marito e i figli il palazzo di Federico VIII ad Amalienborg e la Kancellihuset del palazzo di Fredensborg.

### Principessa ereditaria

#### Attività e immagine pubblica
Dall'anno del suo matrimonio iniziò a patrocinare organizzazioni culturali, umanitarie, sportive, sociali, sanitarie, la moda danese, la scienza e la ricerca. L'Università di Copenaghen istituì in occasione delle sue nozze il Crown Princess Mary Scholarship, che ogni anno consente a uno studente australiano di studiare in Danimarca e a uno danese di studiare in Tasmania.

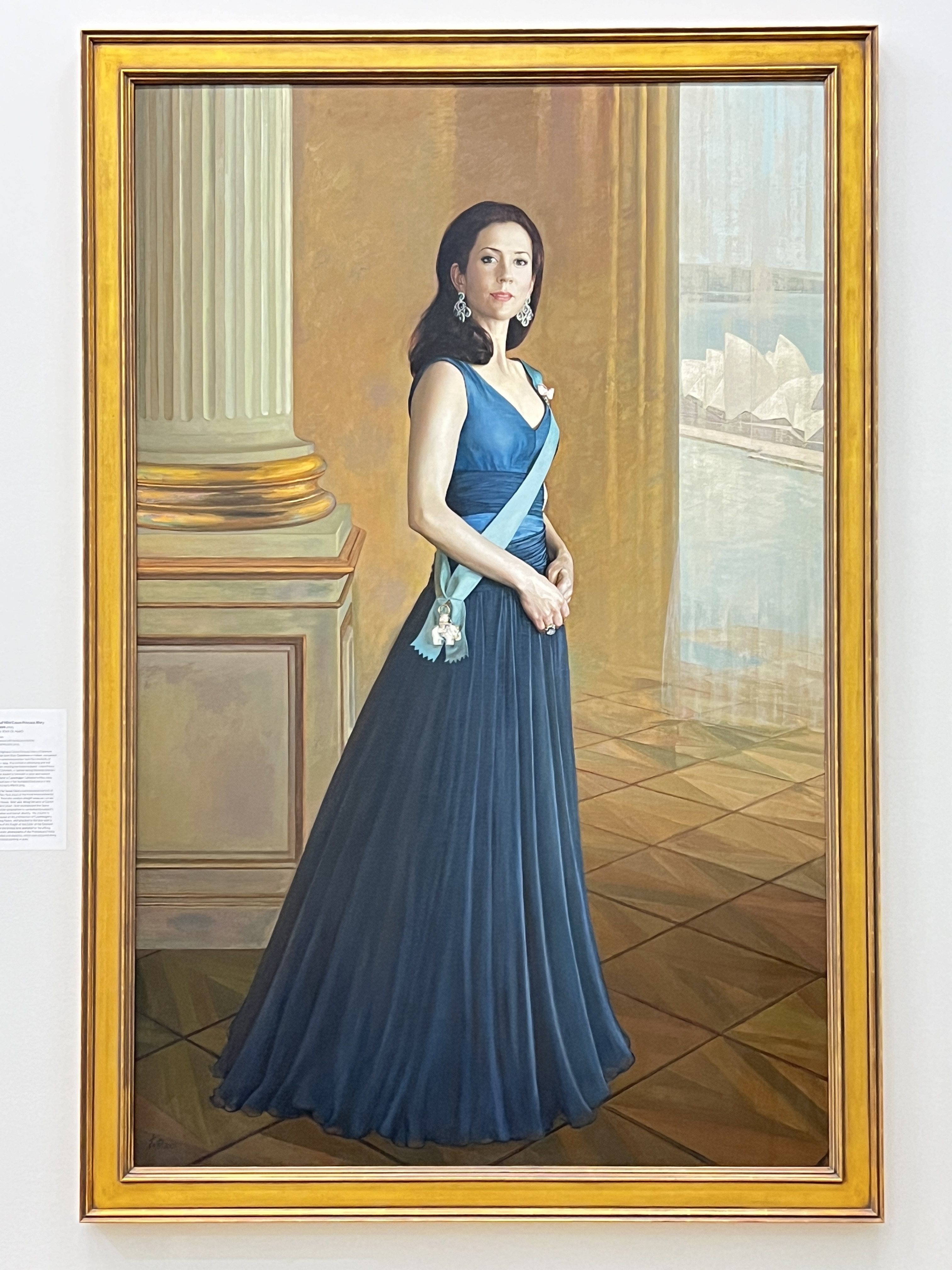
La Principessa ritratta nel 2022, National Portrait Gallery, Canberra

Dal 2005 patrocina l'Ufficio Regionale per l'Europa dell'Organizzazione mondiale della sanità. Nello stesso anno partecipò con il marito alle celebrazioni per il 200⁰ anniversario della nascita di Andersen e Mary fu nominata a marzo Honorary Hans Christian Andersen Ambassador in Australia, presso la Utzon Room del Teatro dell'Opera di Sydney. Venne anche intervistata con Federico da Andrew Denton per il programma della ABC Enough Rope.
Affrontando il problema degli immigrati in Danimarca, visitò le aree svantaggiate di Vollsmose (2006) e Gellerup (2007). L'11 settembre 2007 annunciò l'istituzione della The Mary Foundation. I fondi iniziali (1 100 000 corone danesi) furono raccolti in Danimarca e Groenlandia come regalo di nozze. Il fondo vuole migliorare la vita di persone isolate o escluse dalla società per motivi ambientali, ereditari, di salute o di altra natura.
Nel 2008 svolse un ruolo attivo nella promozione di un programma anti-bullismo basato su un modello australiano, sotto gli auspici della sezione danese di Save the Children. Fu anche nominata "Donna dell'anno" dalla rivista Alt for damerne, donando in beneficenza la somma ricevuta come premio. Nel giugno 2010 è diventata patrona del Fondo delle Nazioni Unite per la popolazione, per promuovere la salute materna nei paesi in via di sviluppo. Dal 29 giugno 2020 presiede il WWF Danimarca.

### Attività militare
Nel 2008 entrò nella Hjemmeværnet e alla fine del suo addestramento, nel 2009, raggiunse il grado di sergente e poi di tenente. Nel 2015 divenne primo tenente, nel 2019 capitano e dal 2023 è maggiore onorario.

### Regina di Danimarca
È diventata regina consorte di Danimarca il 14 gennaio 2024, in seguito all'abdicazione della suocera Magrethe II.

## Cariche
Mary ricopre diversi ruoli tra le seguenti organizzazioni:
- Patrona di LOKK, organizzazione ombrello danese per la protezione delle donne;
- Patrona del Fondo delle Nazioni Unite per la popolazione, per promuovere la salute e la protezione delle madri nei paesi in via di sviluppo;
- Patrona Internazionale dell'Alannah and Madeline Foundation, organizzazione che protegge i bambini dalla violenza, intitolata ad Alannah (6 anni) e Madeline Mikac (3 anni), vittime con la loro madre del massacro di Port Arthur;
- Honorary Life Governor del Victor Chang Cardiac Research Institute al Garvan Institute/St Vincent's Hospital di Sydney;
- Membro dell'International Committee of Women Leaders for Mental Health;
- Membro del Consiglio di Leadership dell'International Center for Research on Women (ICRW);
- Patrona del Danish Refugee Council;
- Patrona della Maternity Foundation;
- Patrona della Danish Heart Association;
- Patrona Onoraria delle celebrazioni per il 125⁰ anniversario dell'Università della Tasmania (2015).

## Discendenza

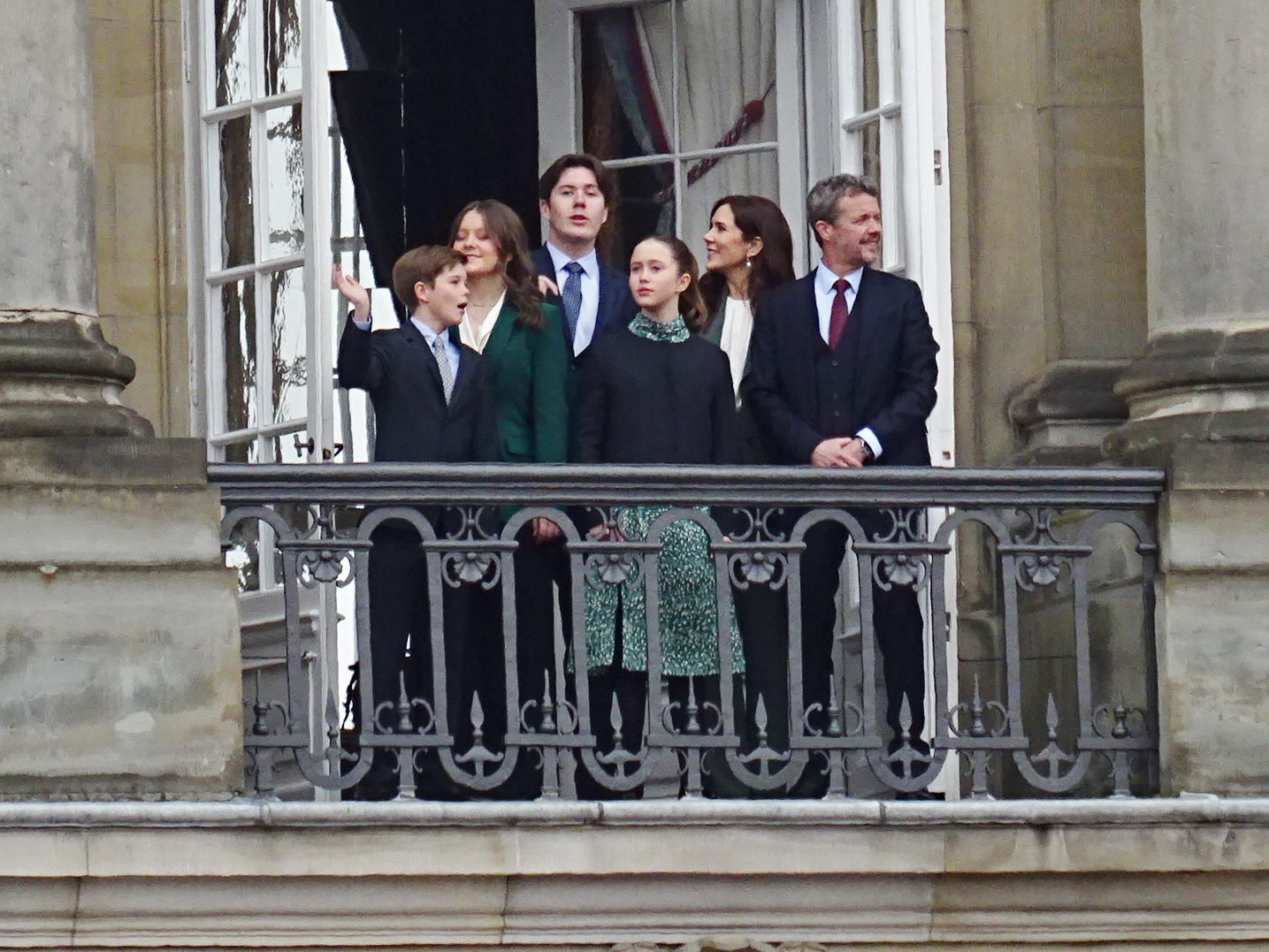
Gli allora Principi Frederik e Mary con i figli nel 2023

Mary e Frederik X hanno due figli e due figlie:
- Christian (2005);[48]
- Isabella (2007);[49][50]
- Vincent (2011);[51]
- Josephine (2011).[51]

## Titoli e trattamento
- 5 febbraio 1972 - 14 maggio 2004: Mary Elizabeth Donaldson
- 14 maggio 2004 - 29 aprile 2008: Sua Altezza Reale, la principessa ereditaria di Danimarca
- 29 aprile 2008 - 14 gennaio 2024: Sua Altezza Reale, la principessa ereditaria di Danimarca, contessa di Monpezat[52]
  - in danese: Hendes Kongelige Højhed, kronprinsesse af Danmark, grevinde af Monpezat
- 14 gennaio 2024 - attuale: Sua Maestà, la regina di Danimarca, contessa di Monpezat
  - in danese: Hendes Majestæt, dronning af Danmark, grevinde of Monpezat

### Stemma e stendardi

Stemma di Mary Donaldson come Principessa ereditaria consorte (2004-2024)
Monogramma personale di Mary Donaldson
Monogramma combinato di Federico e Mary.
Stendardo di Mary Donaldson da Regina

### Onorificenze danesi

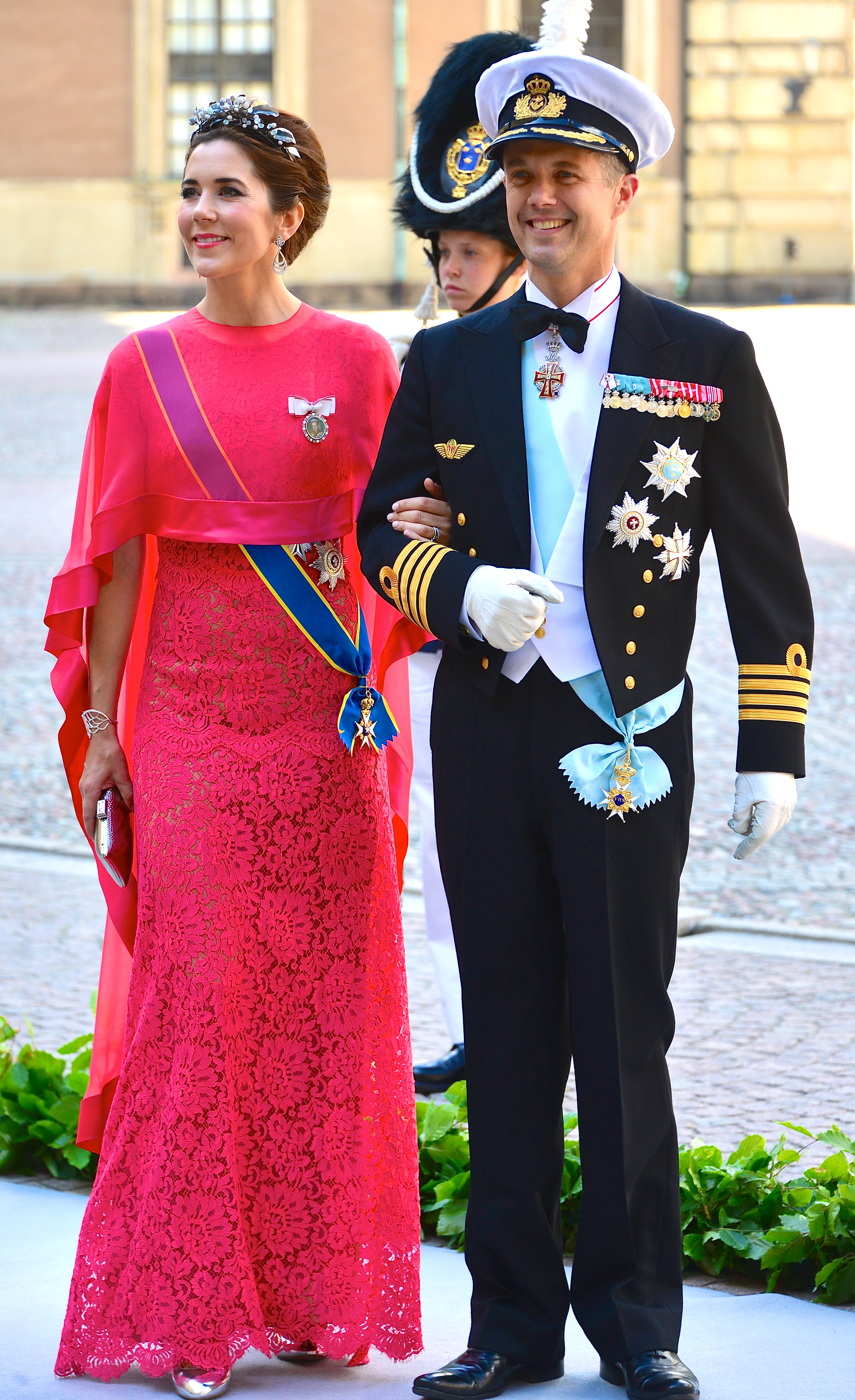
Mary e Federico al matrimonio di Madeleine nel 2013

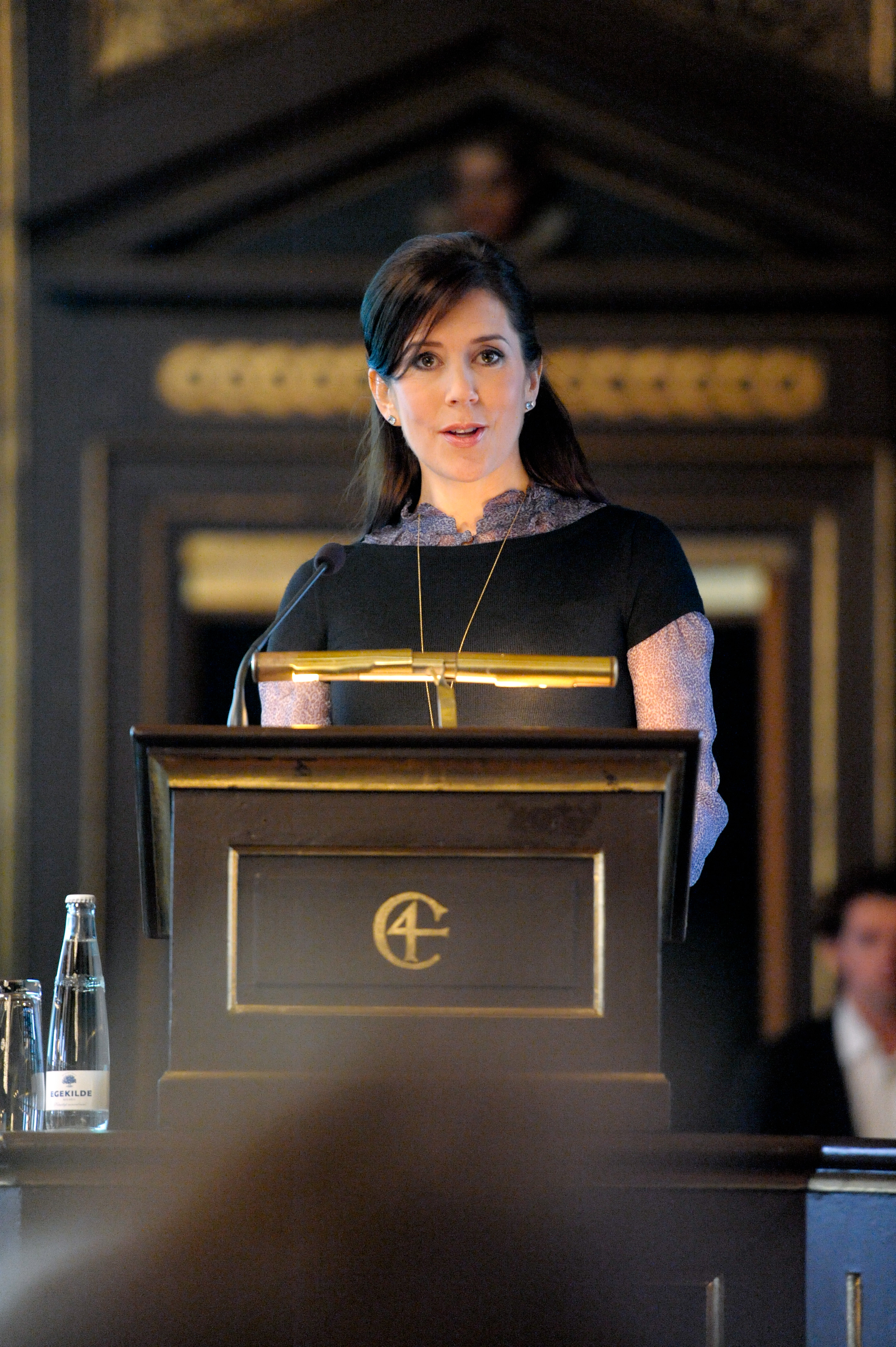
Mary a una conferenza a Copenaghen nel 2010

### Onorificenze straniere

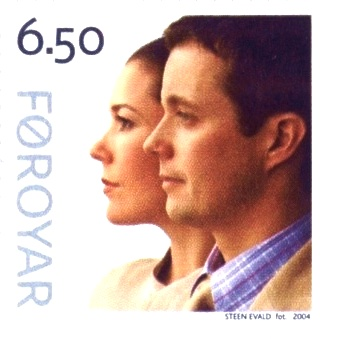
Francobollo raffigurante i Principi Ereditari di Danimarca

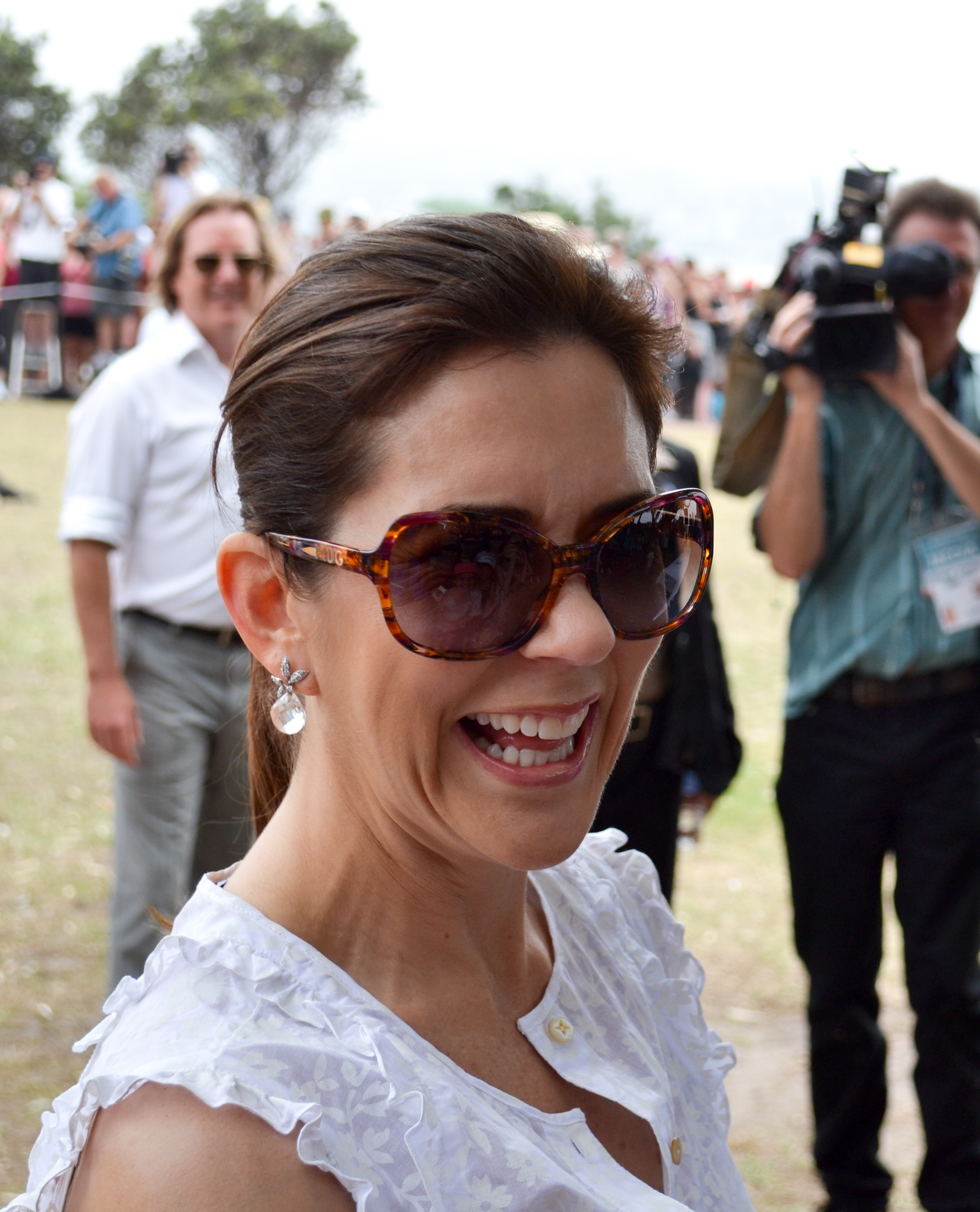
Mary a Sydney nel 2011

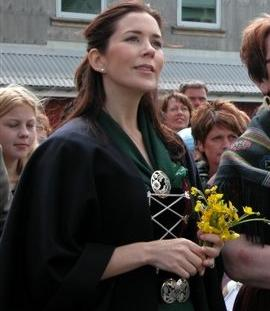
Mary fotografata a Vágur nel 2005

## Ascendenza
|                          |                        |                           | Genitori          |  |  | Nonni |  |  | Bisnonni            |  |  | Trisnonni       |  |
|                          |                        |                           |                   |  |  |       |  |  | Alexander Donaldson |  |  | Peter Donaldson |  |
|                          |                        |                           |                   |  |  |       |  |  | Alexander Donaldson |  |  | Peter Donaldson |  |
|                          |                        | Annie Horn                |                   |  |  |       |  |  | Alexander Donaldson |  |  |                 |  |
| Peter Donaldson          |                        |                           |                   |  |  |       |  |  | Alexander Donaldson |  |  |                 |  |
|                          |                        | Jean Stevenson            | John Stevenson    |  |  |       |  |  |                     |  |  |                 |  |
|                          |                        | Jean Stevenson            | John Stevenson    |  |  |       |  |  |                     |  |  |                 |  |
|                          |                        | Jean Stevenson            | Roy Ritchie       |  |  |       |  |  |                     |  |  |                 |  |
| John Dalgleish Donaldson |                        | Jean Stevenson            |                   |  |  |       |  |  |                     |  |  |                 |  |
|                          |                        | John Dalgleish            | Charles Dalgleish |  |  |       |  |  |                     |  |  |                 |  |
|                          |                        | John Dalgleish            | Charles Dalgleish |  |  |       |  |  |                     |  |  |                 |  |
|                          |                        | John Dalgleish            | Jane Hay          |  |  |       |  |  |                     |  |  |                 |  |
| Mary Dalgleish           |                        | John Dalgleish            |                   |  |  |       |  |  |                     |  |  |                 |  |
|                          |                        | Barbara McDonald Baisley  | Andrew Baisley    |  |  |       |  |  |                     |  |  |                 |  |
|                          |                        | Barbara McDonald Baisley  | Andrew Baisley    |  |  |       |  |  |                     |  |  |                 |  |
|                          |                        | Barbara McDonald Baisley  | Jessie Sutherland |  |  |       |  |  |                     |  |  |                 |  |
| Mary                     |                        | Barbara McDonald Baisley  |                   |  |  |       |  |  |                     |  |  |                 |  |
|                          | John Thomas Tait Horne | Archibald Horne           |                   |  |  |       |  |  |                     |  |  |                 |  |
|                          | John Thomas Tait Horne | Archibald Horne           |                   |  |  |       |  |  |                     |  |  |                 |  |
|                          | John Thomas Tait Horne | Mary Anne Tait            |                   |  |  |       |  |  |                     |  |  |                 |  |
| Archibald Horne          | John Thomas Tait Horne |                           |                   |  |  |       |  |  |                     |  |  |                 |  |
|                          |                        | Henrietta Clark           | Henry Clark       |  |  |       |  |  |                     |  |  |                 |  |
|                          |                        | Henrietta Clark           | Henry Clark       |  |  |       |  |  |                     |  |  |                 |  |
|                          |                        | Henrietta Clark           | Helen Currie      |  |  |       |  |  |                     |  |  |                 |  |
| Henrietta Clark Horne    |                        | Henrietta Clark           |                   |  |  |       |  |  |                     |  |  |                 |  |
|                          |                        | William Dickson Melrose   | Thomas Melrose    |  |  |       |  |  |                     |  |  |                 |  |
|                          |                        | William Dickson Melrose   | Thomas Melrose    |  |  |       |  |  |                     |  |  |                 |  |
|                          |                        | William Dickson Melrose   | Janet Dickson     |  |  |       |  |  |                     |  |  |                 |  |
| Elizabeth Gibson Melrose |                        | William Dickson Melrose   |                   |  |  |       |  |  |                     |  |  |                 |  |
|                          |                        | Catherine Elizabeth Smith | Robert Smith      |  |  |       |  |  |                     |  |  |                 |  |
|                          |                        | Catherine Elizabeth Smith | Robert Smith      |  |  |       |  |  |                     |  |  |                 |  |
|                          |                        | Catherine Elizabeth Smith | Elizabeth Gibson  |  |  |       |  |  |                     |  |  |                 |  |
|                          |                        | Catherine Elizabeth Smith |                   |  |  |       |  |  |                     |  |  |                 |  |